# Флінт Фаєрбердс
«Флінт Фаєрбердс» (англ. Flint Firebirds) — американський молодіжний хокейний клуб, що представляє місто Флінт, штат Мічиган. Команда виступає у західному дивізіоні західної конференції хокейної ліги Онтаріо. Домашнім майданчиком «вогняних пташок» є Perani Arena and Event Center, котра здатна вмістити близько 4 тисяч глядачів.

## Історія
Історія клубу розпочалася у 1990 році, коли в Детройті для участі в ОХЛ було створено команду «Комп'ювейр Ембасадорс». За два роки вона змінила назву на «Джуніор Ред-Вінгс», а в 1995 клубу вдалося виграти головний трофей ліги — Кубок Джона Росса Робертсона. Але одразу після того сезону команда переїхала в Плімут, де виступала під назвою «Детройт Вейлерс», а з 1997-го — Плімут Вейлерс. У 2007-му «китобойці» зуміли вибороти кубок Робертсона.
На початку 2015-го було оголошено про новий переїзд клубу, цього разу у місто Флінт, штат Мічиган, де команда і розпочне новий сезон 2015-16 років.
26 березня 2015 року головним тренером «Флінт Фаєрбердс» стає відомий в минулому хокеїст НХЛ Джон Груден,  але через місяць був звільнений через конфлікт з президентом клубу.